# Jair Melchior
Jair Melchior (* 1982 in Norwegen) ist seit 1. September 2014 Oberrabbiner von Dänemark.

## Leben
Jair Melchior stammt aus einer Familie, die bereits in sieben früheren Generationen Rabbiner in Kopenhagen stellte. Sein Vater Michael Melchior war Mitglied der Knesset und drei Jahrzehnte lang Oberrabbiner von Norwegen, sein Großvater Bent Melchior war von 1970 bis 1996 dänischer Oberrabbiner und ein renommierter Kulturwissenschaftler, sein Urgroßvater Marcus Melchior war von 1947 bis 1969 dänischer Oberrabbiner. 1986 zog die Familie des Vaters nach Israel, wo Jair aufwuchs und seine Ausbildung zum Rabbiner erhielt. Dennoch beherrscht er die dänische Sprache leidlich. 
2013 ernannte ihn die Jüdische Gemeinschaft in Dänemark (dänisch Det Jødiske Samfund i Danmark), eine der drei anerkannten jüdischen Glaubensvereinigungen Dänemarks, der rund 2000 von geschätzt 8000 Juden im Land angehören, zum Oberrabbiner. Er übernahm das Amt von Bent Lexner, der es seit 1996 als Nachfolger Bent Melchiors ausübte. Nach seiner Ernennung zog Jair Melchior nach Dänemark um. 
Mit seiner Frau Tali, Hebräischlehrerin an der jüdischen Privatschule Carolineskolen in Kopenhagen, hat er drei Kinder.

## Belege
1. ↑  Rabbiner søger menighed. In: Atlas Magasin. 5. September 2014, abgerufen am 13. Februar 2023 (dänisch).
2. ↑  Melchior, Bent. In: Werner Röder, Herbert A. Strauss (Hg.): Biographisches Handbuch der deutschsprachigen Emigration nach 1933. Band I: Politik, Wirtschaft, Öffentliches Leben. Walter de Gruyter, München 1980, ISBN 3-11-097028-7, S. 488.

| Personendaten    | Personendaten                        |
| ---------------- | ------------------------------------ |
| NAME             | Melchior, Jair                       |
| KURZBESCHREIBUNG | dänisch-israelisch-norweger Rabbiner |
| GEBURTSDATUM     | 1982                                 |
| GEBURTSORT       | Norwegen                             |